# 쩐레꾸옥또안
쩐레꾸옥또안(베트남어: Trần Lê Quốc Toàn, 1989년 4월 5일~)은 베트남의 역도 선수이다. 2012년 하계 올림픽 남자 밴텀급에서 동메달을 획득했으며 세계 선수권 대회 은메달 1개를 획득했다.